# Tinos

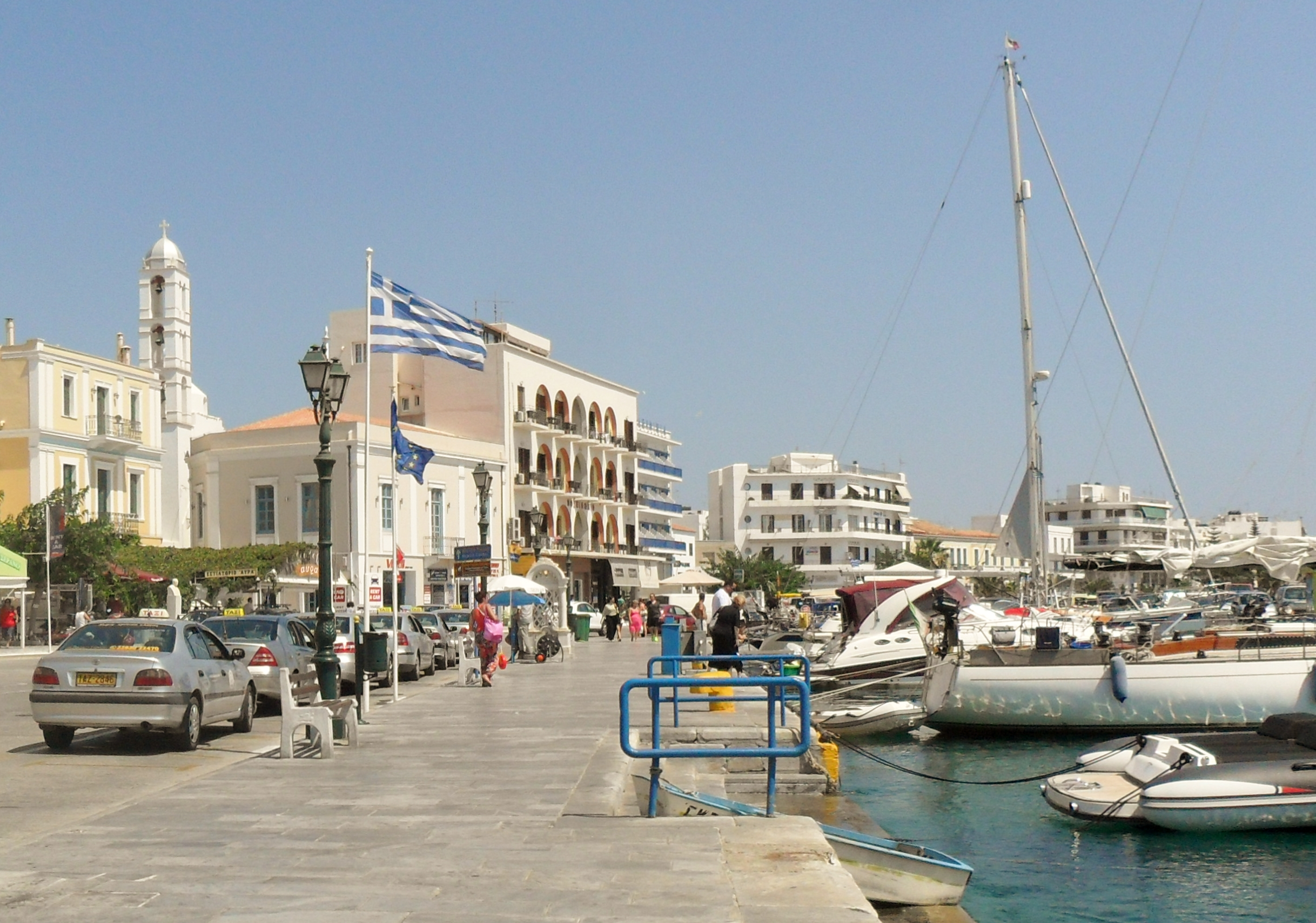
Port de la ciutat de Tinos, la capital de l'illa

Tinos (en grec: Τήνος, Tinos) o Tenos (en grec antic: Τῆνος, Tênos), en català medieval Tin, és una illa grega que pertany al grup de les Cíclades. Té una superfície d'uns 200 km² i una població d'uns 9.000 habitants. Administrativament, conforma una de les 74 unitats perifèriques de Grècia.
La capital de l'illa, anomenada també Tinos o bé Khora (grec: Χώρα, literalment 'capital'), és situada al sud de l'illa, i comprèn el port que connecta amb la resta d'illes i amb Atenes. La seva població és d'uns 5.000 habitants.

## Història
A l'antiguitat, Tenos conformava una sola polis, al seu torn dividida en deu tribus. El centre urbà era situat a uns quatre quilòmetres al nord de la Khora, al castell d'Exomvurgo (Εξώμβουργο). Comprenia un recinte murat i un santuari dedicat probablement a Demèter Tesmoforos. Però al segle iv aC, aquest indret fou abandonat i la capital es traslladà al sud, donant origen a l'actual capital o Khora. A la seva rodalia es trobava un temple dedicat a Posidó, situat en una cova, en el qual se celebraven festivals a què assistien gairebé tots els habitants de l'illa. Posidó apareix a les monedes de Tenos.
Tenos fou poblada per jonis cap al 1000 aC, i al segle viii aC caigué sota el control polític i comercial d'Erètria, del qual no es va desfer fins al 650 aC aproximadament, segons Estrabó. Posteriorment, quan Xerxes va envair Grècia, els habitants de Tenos van haver d'acceptar el domini persa i servir al seu exèrcit. Tot i així, a la batalla de Salamina (480 aC) un trirem de l'illa va desertar i, així, el nom de Tenos fou inscrit a Delfos entre els dels estats grecs que havien derrotat els perses. També tenia el nom inscrit a l'estàtua de Zeus a Olímpia amb tots els estats que havien combatut a Platea. Posteriorment, l'illa romangué sota la influència d'Atenes, ingressant a la Lliga de Delos.
Al segle iv aC, el tirà Alexandre de Feres la va posseir durant un temps. Al segle i aC, Marc Antoni la va cedir als rodis, i finalment es va incorporar a l'imperi romà.
A la Quarta Croada, després que els llatins conquerissin Constantinoble (1204), Tinos va passar a domini venecià, i així va romandre fins a 1718, quan va ser cedida a l'Imperi Otomà arran de la pau de Passarowitz.